# Katiuska Molotov
Mauricio Omar Burgos Castillo, más conocida como Katiuska Molotov de Allende (Santiago, 6 de noviembre de 1976-Buin, 26 de marzo de 2018), fue una actriz, comediante y transformista chilena.

## Biografía
Considerada una de las figuras más relevantes de la escena del transformismo en Chile, Katiuska Molotov se hizo popular por su participación en shows de circo —principalmente en el Circo Timoteo y su propio Circo Show Katiuska— y en discotecas gays de Santiago. En sus más de 20 años de trayectoria, destacó por su mezcla de humor pícaro e irreverente con rutinas de café-concert, baile e incluso acrobacia, razón por la cual era mencionada como referente para otras artistas, como Hija de Perra. También obtuvo gran reconocimiento debido a su participación en Amigas y rivales, un show de transformistas organizado por la discoteca Fausto, cuyo backstage fue animado por Janin Day y publicado como docu-reality en YouTube.
Estudió pedagogía en Educación Básica con Mención en Educación Matemática y Psicopedagogía en la Universidad Metropolitana de Ciencias de la Educación UMCE, profesión a la que deseaba regresar luego de dedicarse al espectáculo. En 2015, fue víctima de un asalto y una golpiza dentro de su propio circo, tras lo cual estuvo en recuperación por algunos meses.
Falleció en la madrugada del 26 de marzo de 2018, al finalizar su rutina en el circo «La Botota y sus amigas», que se presentaba en Buin, al sur de Santiago. Luego de tener una exitosa presentación, Molotov sufrió un infarto fulminante en el momento en que las artistas se despedían y agradecían al público.